# Внешняя политика Ямайки
Внешняя политика Ямайки — общий курс Ямайки в международных делах. Внешняя политика регулирует отношения Ямайки с другими государствами. Реализацией этой политики занимается министерство иностранных дел Ямайки.

## История
Тесные связи с Соединёнными Штатами Америки, Великобританией и Канадой традиционно имеют первостепенное значение на политическом, коммерческом и личном уровнях Ямайки. После окончания Второй мировой войны эти три страны предоставили Ямайке экономическую помощь через международные организации, частные инвестиции и поддержали идею создания Федерации Вест-Индии. К 1950-м годам США и Канада заменили собой некогда доминирующую торговую роль Великобритании. 7 августа 1962 года, на следующий день после провозглашения независимости, премьер-министр Александр Бустаманте назвал Ямайку прозападной, христианской, антикоммунистической страной и объявил «бесповоротное решение о том, что Ямайка остаётся с Западом и Соединёнными Штатами».
Независимая Ямайка приняла западные модели для внутреннего развития и внешней политики. Лидеры Ямайки признавали решительное несогласие Соединённых Штатов с советским влиянием на Кубе и в Британской Гвиане (современная Гайана), отвергали социалистическую альтернативу. Поскольку британское влияние на Ямайке быстро ослабло после обретения независимости, Соединённые Штаты стали уделять больше внимания политическим событиям на острове. Начиная с приходом к власти на Кубе Фиделя Кастро, близость Ямайки как к Кубе, так и к Соединённым Штатам подняла авторитет Ямайки в кругах американской внешней политики. Растущий экономический интерес Соединённых Штатов к Ямайке соответствовал растущему политическому интересу этой страны. Ямайка часто принимала участие в голосованиях на сессиях ООН по вопросам Холодной войны на стороне Соединённых Штатах Америки в течение первых нескольких лет независимости. Начиная с 1965-66 годах Ямайка стала заметно менее прозападной в своих голосованиях в ООН. Ямайка впервые вышла из-под влияния Соединённых Штатов, когда воздержалась при голосовании 1971 года за принятие Китая в ООН. Согласно данным академических исследователей, благоприятное отношение населения Ямайки к сближению с западными странами снизилось с 71 % в 1962 году до 36 % в 1974 году.
Тем не менее, во время визита в Соединённые Штаты в 1970 году премьер-министр Хью Ширер заявил, что его Лейбористская партия Ямайки переориентировалась в области международных отношений с Великобритании на Соединённые Штаты. Отношения между Ямайкой и США, Канадой и Великобританией оставались в целом дружескими. Однако, иногда возникала напряжённость из-за доминирования иностранных фирм в ямайской экономике в 1970-х годах, сохраняющихся колониальных моделей торговли, расового антагонизма, эмиграции высокообразованных ямайцев в Соединённые Штаты и неоднозначного отношения нации к США как глобальной силе.
Внешнеполитическая ориентация Ямайки снова изменилась при Майкле Мэнли который решил, что ямайцы, чтобы решить свои экономические проблемы, должны вырваться из своей традиционной зависимости от Соединённых Штатов и Содружества наций. Отношения между Ямайкой и США стали напряжёнными после того, как правительство Майкла Мэнли установило дипломатические отношения с Кубой в конце 1972 года, когда большинство стран Организации американских государств (ОАГ) проголосовало против такого признания. В июле 1973 года правительство Майкла Мэнли объявило посла США персоной нон грата, а посол заявил перед комитетом конгресса США, что заключил «сделку» с Мэнли, обещая американскую поддержку его кандидатуре на выборах 1972 года в обмен на обещание не национализировать бокситовую промышленность. Этому способствовали и напряжённые отношения: правительство Майкла Мэнли ввело в середине 1974 года производственный налог с компаний, производящих бокситы на Ямайке, и его стремление приобрести 51 % контроль над отраслью, однако последующие переговоры в значительной степени преодолели эти проблемы. В конце 1970-х годов отношения между Ямайкой и США ещё более обострились из-за риторики Майкла Мэнли против США на форумах против стран третьего мира, тесных отношений его правительства с Кубой, решительной поддержке кубинского интервенционизма в Африке и размещения советских войск на кубинских базах.
После того, как в 1980 году Эдвард Сиага стал премьер-министром Ямайки, он полностью изменил про-кубинскую внешнюю политику, ориентированную на страны третьего мира, и начал тесные отношения сотрудничества с администрацией президента США Рональда Рейгана. Эдвард Сиага был первым иностранным лидером, посетившим Рональда Рейгана после его инаугурации в январе 1981 года. Проведённый в этом месяце опрос показал, что 85 % населения Ямайки поддерживают тесные связи Эдварда Сиаги с Рональдом Рейганом. В тот год помощь Соединённых Штатов Ямайке увеличилась в пять раз; в период с 1981 по 1986 год составляла в среднем более 125 млн долларов США в год, но в 1987 году был сокращён на 40 %. Администрация Рональда Рейгана сделала Ямайку опорой своей Инициативы Карибского бассейна, эту программу поддерживало правительства Эдварда Сиаги. В течение 1980-87 годов Рональд Рейган и другие высокопоставленные чиновники правительства США периодически встречались с Эдвардом Сиагой, а в апреле 1982 года Рональд Рейган стал первым президентом США, посетившим Ямайку с официальным визитом. В дополнение к своей позиции за Инициативу Карибского бассейна, Ямайка заняла проамериканскую позицию по Гренаде и отношениям с Кубой. Правительство Эдварда Сиаги выступало за возвращение к принципам разрядки в надежде на обеспечение безопасности малых государств и решительно поддерживало сокращение ядерных вооружений. Однако, правительство Эдварда Сиаги решительно не согласилось с Соединёнными Штатами по двум вопросам, в частности: отношение к Южно-Африканской Республике и Договору по морскому праву. Ямайка, например, оспаривает территориальные водные границы, признанные Соединёнными Штатами.
Международные отношения Ямайки ограничивались в основном США, Канадой и Великобританией, за исключением 1970-х годов, когда правительство Майкла Мэнли поддерживало тесные отношения с Советским Союзом и Кубой. В 1985 году в Кингстоне размещались дипломатические миссии 27 стран, а дипломатическое присутствие Ямайки в иностранных столицах было минимальным. Даже самые важные дипломатические миссии за рубежом оставались небольшими — в Лондоне, Вашингтоне, Оттаве и в ООН. Послы Ямайки обычно были аккредитованы одновременно в нескольких странах.
Ямайка присоединилась к ОАГ в 1969 году, чтобы преодолеть традицию взаимного безразличия между англоязычными странами Карибского бассейна и испаноязычными странами. Ямайка и Мексика были единственными странами, которые выступали на встречах ОАГ в начале 1970-х годов в пользу нормализации отношений с Кубой. Кроме того, в 1970-х годах Ямайка заключила ряд обменов и соглашений с латиноамериканскими странами, в частности с Мексикой и Венесуэлой, а также установила судоходную линию с семью латиноамериканскими странами. Ямайка была одной из стран-участниц договора о создании Латиноамериканской экономической системы (Sistema Economica Latino Americana — SELA) в 1975 году. Ямайка поддерживала Панаму в споре по поводу принадлежности Панамского канала с Соединёнными Штатами в 1970-х годах, а в 1986 году правительство Эдварда Сиаги обратилось за помощью к Пуэрто-Рико, с которым было подписано торговое соглашение. Ближайшие соседи Ямайки, не говорящими на английском языке, на Больших Антильских островах: Куба, Республика Гаити и Доминиканская Республика — не были значительным фактором в её внешней политике, за исключением Кубы во времена администраций Майкла Мэнли (1972-80). Однако, Ямайка сыграла ключевую роль в переговорах об отставке пожизненного президента Гаити Жан-Клода Дювалье в конце 1986 года.
Позиция правительства Эдварда Сиаги в отношении кризиса в Центральной Америке заключалась в том, что его лучше всего разрешить на основе мирных инициатив, выдвинутых на Контадорском процессе, которая первоначально состояла из Панамы, Мексики, Колумбии и Венесуэлы, представители этих стран впервые встретились на панамском острове Контадора в январе 1983 года для решения проблем Центральной Америки. Контадорский переговорный процесс позднее охватил пять стран Центральной Америки. Отношения Ямайки с Никарагуа были не столь спорными, как отношения с Кубой. Заместитель премьер-министра Ямайки и министр иностранных дел и внешней торговли приняли первого посла Никарагуа на Ямайке 19 сентября 1984 года. Однако, правительство Эдварда Сиаги было обеспокоено авторитарным характером правительства сандинистов.
Ямайка является активным членом Содружества наций. В 1964 году она провела конференцию Парламентской ассоциации Содружества и стала первой страной Карибского бассейна, где в 1975 году состоялась Конференция премьер-министров стран Содружества. Отношения Ямайки с другими членами Содружества в Карибском бассейне в большей степени определялись включением страны в Британскую Вест-Индию, чем географией. Ямайка предпочитает больше сотрудничать с этими странами, чем с её более близкими испаноязычными соседями. Тесные отношения правительства Майкла Мэнли с Кубой в 1970-х годах были исключением. Ямайка, сторонник региональной экономической интеграции с другими англоязычными странами Карибского бассейна, в 1968 году вступила в Карибскую ассоциацию свободной торговли. 4 июля 1973 года эта организация объединилась с Карибским сообществом, образованным Ямайкой, Тринидадом и Тобаго, Барбадосом и Гайаной. Ямайка также присоединилась к нескольким организациям, связанным с Карибским сообществом, в том числе к Карибскому банку развития, Карибскому экзаменационному совету, Карибской инвестиционной корпорации, Карибскому метеорологическому совету, Совету по юридическому образованию и Региональному совету по судоходству.
Дипломатические связи Ямайки с Содружеством Карибского бассейна усилились во время администрации Эдварда Сиаги. Например, поддержав право народа Белиза на самоопределение и независимость, Ямайка приветствовала независимость этой страны, которая была предоставлена 21 сентября 1981 года. Правительство Эдварда Сиаги объявило о своей солидарности с Белизом в случае вооружённого нападения на него и установило дипломатические отношения с этой страной в конце октября 1984 года. Ямайка также установила более тесные связи с восточнокарибскими малыми государствами. Связи Ямайки с Тринидадом и Тобаго долгое время были относительно тесными. В ответ на визит премьер-министра Джорджа Майкла Чемберса на Ямайку в ноябре 1985 года, Эдваррд Сиага посещал Тринидад и Тобаго с 1 по 4 марта 1986 года.
Однако, Ямайка не была дружественной всем членам Содружества стран Карибского бассейна. У Ямайки с Каймановыми Островами сложились напряжённые отношения. Острова были близки под единым протекторатом Великобритании, наряду с островами Теркс и Кайкос, с середины XIX века до 1962 года. Однако их позиции разошлись, после того как Ямайка получила независимость. Поскольку Ямайка страдала от финансовых трудностей будучи независимым государством, Каймановы Острова процветали в налоговой и банковской сфере. По сообщениям, в 1985 году на Каймановых Островах Ямайка имела негативную репутацию из-за ямайских уличных торговцев, поставкам марихуаны и браков по расчёту, заключённых ямайцами в поисках возможности проживания на Каймановых Островах.
Хотя Ямайка избегала какой-либо формальной политической или военной интеграции с другими странами Содружества карибских островов, в 1980-х годах активно стремилась к региональному сотрудничеству в этих областях. На встрече региональных премьер-министров и других высокопоставленных правительственных чиновников, состоявшейся в Кингстоне в январе 1986 года, Эдвард Сиага осуществила давнюю мечту, сформировав консервативную региональную организацию под названием Карибский демократический союз, чтобы обеспечить форум для обмена мнениями по политическим вопросам регионального и международного характера. Региональный филиал Международного демократического союза включал правящие центристские партии семи других стран Карибского бассейна: Белиз, Доминика, Гренада, Сент-Китс и Невис, Сент-Люсия, Сент-Винсент и Гренадины и Монтсеррат. Премьер-министр Бермудских Островов присутствовал на первом заседании в качестве наблюдателя. Эдвард Сига, который был избран председателем Карибского демократического союза, описал организацию как попытку возродить региональный политический альянс, подобный Федерации Вест-Индии (1958-62).